# Bourg de Quli
Le bourg de Quli (chinois simplifié : 渠黎镇 ; chinois traditionnel : 渠黎鎮 ; pinyin : Qúlí Zhèn; Zhuang : Gizlij Cin) est un district administratif de la région autonome Zhuang du Guangxi en Chine. Il est placé sous la juridiction de la Xian de Fusui.

## Démographie
La population du district était de 48 195 habitants en 2011.

## Subdivisions administratives
La bourg de Quli exerce sa juridiction sur deux subdivisions - 2 communauté résidentielle et 16 villages.
Communauté résidentielle：
- Chengxiang(渠黎社区), China-ASEAN Youth Industrial Park(中国东盟青年产业园社区)

Villages:
- Liansui(联绥村), Quduo(渠哆村), Tuohe(驮河村), Xinan(新安村), Basang(岜桑村), Buyao(布尧村), Nale(那勒村), Nongping(弄平村), Qushi(渠莳村), Wangzhuang(汪庄村), Daling(大陵村), Leilong(蕾陇村), Dubang(笃邦村), Quxin(渠新村), Biji(必计村), Qufeng(渠凤村)